# La patota (pel·lícula de 2015)
La patota és una pel·lícula argentina de thriller de 2015 dirigida i coescrita per Santiago Mitre; una nova versió de l'obra dirigida per Daniel Tinayre sobre guió de Eduardo Borrás titulat amb el mateix nom amb Mirtha Legrand en el repartiment. La versió més actual és protagonitzada per Dolores Fonzi, Esteban Lamothe i Oscar Martínez. La pel·lícula va participar en la 68a edició del festival de Cannes on va guanyar el premi principal de la setmana de la crítica i el premi FIPRESCI de la crítica internacional. També va ser guardonada en el Festival de Sant Sebastià on va obtenir els tres premis principals de la seva secció. El Gran Premi Horizontes Latinos, el Premi EZAE de la Juventud, i el Premi Otra Mirada.

## Sinopsi
Paulina és una advocada amb una carrera florent en Buenos Aires, que tria tornar a la seva ciutat natal per a dedicar-se a l'activitat social. Fernando, el seu pare, anys enrere va fer el mateix, i ara és un jutge progressista que es destaca en la conservadora societat local. Paulina comença a treballar en un projecte del Ministeri de Desenvolupament Social, de “formació democràtica i difusió de drets”, fent classes en zones perifèriques de Misiones, marcades per la pobresa i la marginalitat. Després de la segona setmana de treball, és interceptada i violada per una patota. Davant la mirada atònita dels qui l'envolten, Paulina decideix tornar a treballar a l'escola, en el barri on va ser atacada.

## Repartiment
- Dolores Fonzi... Paulina
- Esteban Lamothe... Alberto
- Oscar Martínez... Fernando
- Cristian Salguero... Ciro
- Laura López Moyano... Laura
- Ezequiel Díaz... Rudy
- Verónica Llinás... Victoria
- Marcos Machuca... Walter
- Walter Casco... Mellizo
- Thiny Karai Ramírez... Maxi
- Amado González... Sandro
- Andrea Quattrocchi... Vivi
- Soledad Fonceca

## Dades d'estrena
| Dades d'estrena (Font: IMDb) |                |      |
| País                         | Data           | Any  |
| Argentina                    | 18 de juny     | 2015 |
| Espanya                      | 27 de novembre | 2015 |
| França                       | 13 d'abril     | 2016 |
| Brasil                       | 16 de juny     | 2016 |
| Suècia                       | 4 de novembre  | 2016 |
| Colòmbia                     | 9 de febrer    | 2017 |

## Recepció

### Taquilla
Va debutar amb poc més de 42.000 espectadors en el seu primer cap de setmana segons la consultora Ultracine. Al 18 d'agost de 2015 la pel·lícula té un acumulat de 145.000 espectadors.

### Home Vídeo
AVH San Luis va editar la cinta en format DVD i es va estrenar en botigues físiques al desembre del 2015. El DVD conté àudio espanyol 5.1 amb subtítols en espanyol i anglès. Com a material extra inclou el trailer del cinema. El DVD va ser un dels més venuts el mes de maig del 2016.

## Premis i nominacions

### Participació en festivals de cinema
| Festival                  | Data d'esdeveniment                      | Categoria                 | Premi              | Ref    |
| ------------------------- | ---------------------------------------- | ------------------------- | ------------------ | ------ |
| Festival de Canes         | 13 al 24 de maig de 2015                 | Setmana de la crítica     | Guanyador          | [ 8 ]  |
| Festival de Canes         | 13 al 24 de maig de 2015                 | FIPRESCI                  | Guanyador          | [ 9 ]  |
| Festival de Múnic         | 25 de juny al 4 de juliol de 2015        | Cine Visión               | Només participació | [ 10 ] |
| Festival de Lima          | 7 d'agost al 14 d'agost de 2015          | Secció oficial            | Nominat            | [ 11 ] |
| Festival de Lima          | 7 d'agost al 14 d'agost de 2015          | Millor Guió               | Guanyador          | [ 12 ] |
| Festival de Biarritz      | 28 de setembre al 4 d'octubre de 2015    | Secció oficial            | Nominat            | [ 13 ] |
| Festival de Biarritz      | 28 de setembre al 4 d'octubre de 2015    | Millor Actriu             | Guanyador          | [ 13 ] |
| Festival de Santiago      | 25 d'agost al 30 d'agost de 2015         | Secció oficial            | Nominat            | [ 14 ] |
| Festival de Santiago      | 25 d'agost al 30 d'agost de 2015         | Millor Actriu             | Guanyador          | [ 15 ] |
| Festival de Sant Sebastià | 18 de setembre al 26 de setembre de 2015 | Horizontes Latinos        | Guanyador          | [ 16 ] |
| Festival de Sant Sebastià | 18 de setembre al 26 de setembre de 2015 | Premi EZAE de la Juventud | Guanyador          | [ 16 ] |
| Festival de Sant Sebastià | 18 de setembre al 26 de setembre de 2015 | Premi Otra Mirada         | Guanyador          | [ 16 ] |
| Festival de Chicago       | 15 d'ctubre al 29 de octubre de 2015     | Hugo de plata             | Guanyador          | [ 17 ] |

### Premis Sur
La desena edició dels Premis Sur es va dur a terme el 24 de novembre de 2015.
| Any  | Categoria                            | Nominat                                          | Resultat  |
| ---- | ------------------------------------ | ------------------------------------------------ | --------- |
| 2015 | Millor pel·lícula                    | La patota                                        | Nominat   |
| 2015 | Més ben director                     | Santiago Mitre                                   | Nominat   |
| 2015 | Millor Actriu                        | Dolores Fonzi                                    | Guanyador |
| 2015 | Millor Actriu revelació              | Laura López Moyano                               | Nominat   |
| 2015 | Millor actor revelació               | Cristian Salguero                                | Nominat   |
| 2015 | Millor Va guiar adaptat              | Mariano Llinás Santiago Mitre                    | Nominat   |
| 2015 | Millor fotografia                    | Gustavo Biazzi                                   | Nominat   |
| 2015 | Millor muntatge                      | Leandro Aste Delfina Castagnino Joana Collier    | Nominat   |
| 2015 | Millor so                            | Federico Esquerro Santiago Fumagalli Edson Secco | Nominat   |
| 2015 | Millor maquillatge i caracterització | Alberto Moccia Carolina Oclander                 | Nominat   |

### Premis Còndor de Plata
La 64a edició dels Premis Còndor de Plata es durà a terme a l'agost de 2016.
| Any  | Categoria                 | Nominat                                          | Resultat  |
| ---- | ------------------------- | ------------------------------------------------ | --------- |
| 2016 | Millor pel·lícula         | Santiago Mitre                                   | Nominat   |
| 2016 | Millor director           | Santiago Mitre                                   | Nominat   |
| 2016 | Millor Actriu             | Dolores Fonzi                                    | Guanyador |
| 2016 | Millor revelació femenina | Laura López Moyano                               | Nominat   |
| 2016 | Millor guió adaptat       | Santiago Mitre Mariano Llinás                    | Guanyador |
| 2016 | Millor fotografia         | Gustavo Biazzi                                   | Nominat   |
| 2016 | Millor muntatge           | Delfina Castagnino Laeandro Aste Joanna Collier  | Nominat   |
| 2016 | Millor so                 | Federico Esquerro Santiago Fumagalli Edson Secco | Nominat   |

### Premis Platino
La III edició dels Premis Platino va tenir lloc el 24 de juliol de 2016.
| Any  | Categoria                     | Candidat(s)                                      | Resultat  |
| ---- | ----------------------------- | ------------------------------------------------ | --------- |
| 2016 | Millor Interpretació femenina | Dolores Fonzi                                    | Guanyador |
| 2016 | Millor So                     | Federico Esquerro Santiago Fumagalli Edson Secco | Nominat   |